# PlayStation 3
PlayStation 3 (яп. プレイステーション3 Пурэйсутэ:сён Сури:,  официальное сокр. PS3) — игровая приставка седьмого поколения, третья основная в семействе игровых систем PlayStation (не считая PlayStation Portable и PocketStation). С помощью PS3 можно играть, просматривать фото, смотреть фильмы, слушать музыку, отправлять электронную почту и просматривать веб-страницы. С самого момента выпуска приставкой поддерживается большинство игр для консолей 7-го поколения, PlayStation и PlayStation 2.
Главными конкурентами консоли являются Xbox 360 от Microsoft и Wii от Nintendo.
Изначально выход PS3 планировался на 2005 год, но разработчики, которые имели доступ к версии приставки того времени, заявили, что решение ещё слишком сырое (например, в той версии совсем не было GPU, его добавили в самом конце подготовки к запуску).
Выход PS3 в Японии состоялся 11 ноября 2006 года, 17 ноября приставка появилась в Северной Америке в первом квартале 2007 года, в марте 2007 года — в Европе, а через несколько месяцев в России.
К сентябрю 2012 года по всему миру было продано 66,1 млн приставок PlayStation 3. К ноябрю 2012 года было продано более 70 млн экземпляров консоли по всему миру. К январю 2013 года было продано более 77 млн экземпляров консоли по всему миру. Количество игр, доступных для консоли, превысило 3590 штук, а общий тираж проданных игр — 595 млн копий.
В ноябре 2013 года компания заявила, что общее количество проданных консолей достигло отметки в 80 млн, а портфель игр составил 4332 штуки (в их число не входят игры, которые доступны только в PSN).
На апрель 2015 года Sony реализовала 87 млн экземпляров PlayStation 3 в различных модификациях — оригинальной FAT, Slim и Super Slim. Производство PS3 было прекращено 29 мая 2017 года.

## История
После выхода популярных игровых приставок PlayStation (1994) и PlayStation 2 (2000) создание новой модели было вопросом времени. Первые слухи о консоли следующего поколения появились в 2004 году, однако конкретных сведений Sony не давала до весны 2005 года.
Впервые PS3 была официально представлена 16 мая 2005 года в ходе конференции Sony на выставке Electronic Entertainment Expo (E3).
На выставке находился только макет, предварительную рабочую версию приставки компания представила на Tokyo Game Show (TGS) 2005 года. В мае 2006 года на конференции Sony, прошедшей в рамках E3 2006, была озвучена информация о цене приставки, началах продаж, а также был представлен новый игровой контроллер Sixaxis. Впервые PS3 была доступна для тестирования на TGS 2006, где посетители могли оценить несколько игр на новой приставке.
Выход PS3 в Японии состоялся 11 ноября 2006 года, 17 ноября приставка появилась в Северной Америке (включая Мексику в первом квартале 2007 года). Лишь в марте 2007, из-за нехватки производственных мощностей, приставка появилась в Европе, а потом в России.
После запуска консоли 11 ноября выяснилось, что некоторые игры для PS и PS2 некорректно работают на новой приставке. Так, наблюдались проблемы со звуком и изображением в играх Final Fantasy и Gran Turismo. Sony объявила, что ошибки будут устранены с выходом обновления программного обеспечения PS3.
Первоначально существовало две конфигурации системы, главное различие которых заключалось в объёме жёсткого диска: 20 Гб в более дешёвой версии и 60 Гб — в полной комплектации. Модель с 20 Гб была относительно популярна в Японии, однако в Северной Америке её продажи были прекращены 11 апреля 2007 из-за небольшого спроса.
9 июля 2007 года Sony объявила начало продаж модели с жёстким диском на 80 Гб в Северной Америке в августе 2007 года. 5 октября 2007 года появилась версия с жёстким диском на 40 Гб, не поддерживающая игры от Sony PlayStation 2 (исключением были первые 7 партий (80 тыс. ед.) Европейского региона) и без встроенного картридера. 20 августа 2008 года появилось обновление этой версии с жёстким диском на 80 Гб. Она комплектовалась геймпадом DualShock 3, имела, как и предыдущая модель на 40 Гб, всего 2 разъёма USB и не поддерживала формат PlayStation 2.
Продажи консоли с диском на 40, 60 и 80 Гб в России официально прекращены[когда?]. Таким образом, на российском рынке остались[когда?] лишь slim и super slim версии консоли — с жёсткими дисками на 120, 160, 250 и 320 Гб, а также версия с флеш-памятью на 12 Гб (с подключаемым жёстким диском на 250 Гб).
«Тонкая» (Slim-версия) модель PS3, спустя некоторое время после появления предварительных слухов о ней, была анонсирована 18 августа 2009 года на конференции gamescom как PS3 CECH-2000. В этой модели был использован жёсткий диск на 120 Гб, она на треть меньше, на треть легче и потребляет на треть меньше энергии. Процессор был переведён на 45-нм техпроцесс, система охлаждения переработана. Новая модель была выпущена в продажу в Северной Америке 1 сентября, 3 сентября — в Японии, Австралии и Новой Зеландии.
Появление в магазинах PS3 Slim вызвало огромный всплеск интереса к консоли Sony. Так, за первые два дня продаж оригинальной PS3 в Японии было раскуплено 88 тыс. экземпляров приставки, в то время как PS3 Slim за три дня разошлась в количестве, превышающем 150 тыс. штук. Из Великобритании поступали схожие данные — аналитики отмечали рост продаж на 99 %. За первые 3 недели было продано более миллиона экземпляров PS3 Slim.

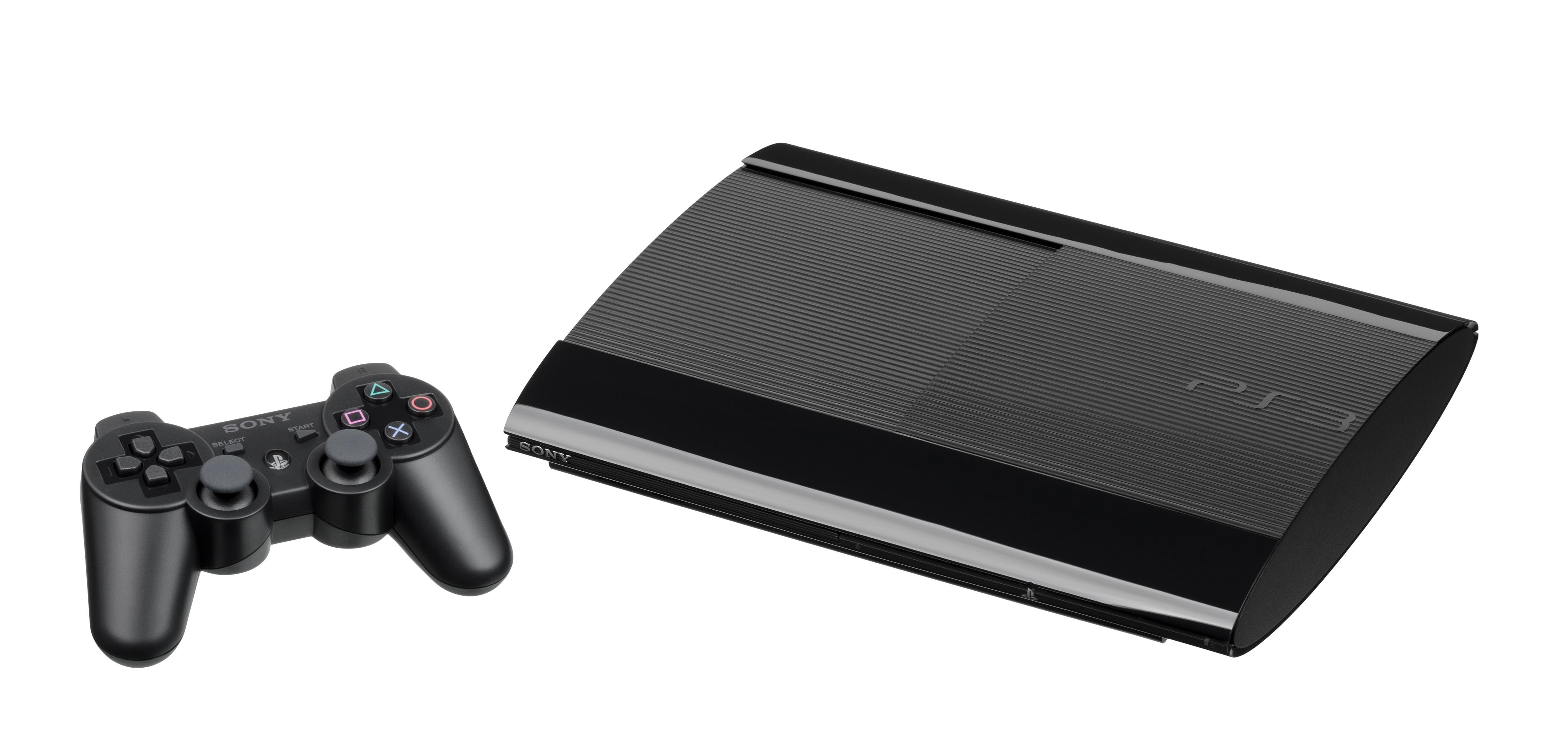
PlayStation 3 Super Slim

28 сентября 2012 года вышла обновлённая версия PS3 Super Slim. Она на 20 % меньше и на 25 % легче предыдущей Slim-версии. Новая версия оснащается жёстким диском объёмом 250 или 500 Гб, либо твердотельным накопителем объёмом 12 Гб.
Перспективы
В августе 2010 представители Valve заявили, что платформа PS3 очень важна для студии, хотя всего за год до этого разработчики утверждали, что не собираются делать игры для этой консоли. К примеру, 19 апреля 2011 года на платформе Sony вышел Portal 2 — новая игра студии. А также 21 августа 2012 года Valve выпустила игру Counter-Strike: Global Offensive на PlayStation 3

### Реакция аудитории и прессы
С самого запуска системы отношение публики и прессы к приставке было неоднозначным. Некоторые журналисты отмечали доступность PlayStation 3 в магазинах США и Японии в первые дни продаж по сравнению с острым дефицитом Wii и использовали этот факт как доказательство низкого спроса потребителей на систему. Также были сообщения о том, что некоторые японские магазины для увеличения спроса снижали цену на приставку в январе 2007 года.
Из обзора PlayStation 3 на принадлежащем компании Microsoft сайте MSN: «PS3 — это универсальный мультимедийный „комбайн“ для дома, оправдывающий возложенные на него ожидания… PS3 вполне достойна потраченных на неё денег/запрашиваемых за неё денег». Ресурс CNET поставил системе 8,8 из 10 и поставил её в качестве устройства номер один, которое «нужно купить», восхваляя великолепные графические возможности и стильный дизайн, однако критикуя малое количество доступных игр. Ресурс Hexus Gaming подытожил обзор европейской версии словами: «…по мере того, как PlayStation 3 будет взрослеть, а разработчики начнут разрабатывать игры для неё, мы увидим, как PlayStation 3 откроется всем в качестве правильного выбора для игрока». На GDC 2007 основатель компании Shiny Entertainment Дэвид Перри заявил: «Я считаю, что Sony создала лучшую игровую систему. Без сомнения, это лучшее игровое устройство на рынке».
Европейская ассоциация видео- и аудиотехники (EISA) наградила Sony за выдающиеся мультимедийные возможности PS3. Журналы «Home Theater Magazine» и «Ultimate AV» высоко оценили возможности системы как проигрывателя Blu-ray-дисков, заметив, что качество воспроизведения PS3 превосходит возможности многих отдельных Blu-ray-плееров, доступных на рынке.
С другой стороны, PS3 получила восьмое место в списке «21 техническое разочарование 2006» от журнала PC World, где её критиковали как «запоздавшую, дорогую и незаконченную» консоль. Сайт GamesRadar поставил PS3 на первое место среди игровых PR-провалов, в обзоре которого звучит вопрос о том, как «менеджерам Sony удалось за один год из самой ожидаемой игровой системы сделать объект ненависти и насмешек всего Интернета». Хотя, в заключение обзора, авторы высказывают мнение, что все проблемы системы вызваны «нераскрытым потенциалом». Сильное разочарование игроков от старта консоли стало основной темой журнала Electronic Gaming Monthly в феврале 2007 года, где была опубликована статья «BattleStation!», в которой журнал напечатал критические отзывы многих игроков, аналитиков и разработчиков по поводу PS3. Также EGM взял интервью у Джека Треттона, начальника оперативного управления американского отделения Sony. В интервью Треттон так объяснил негативную реакцию людей: «Кто-то [в отличие от нас] ждёт от PS3 ошибок и провалов — и, не дождавшись, начинает выдавать желаемое за действительное». Треттон также посмеялся над комментариями EGM относительно низких продаж консоли, заявив: «Если вы найдёте PS3 в магазинах США, которая пролежит на полке дольше пяти минут, я дам вам 1200 долларов за это». Данное заявление вызвало большой резонанс в сети. Так, создатели комиксов Penny Arcade в виде комикса пошутили, что Треттон теперь должен им 13,2 тыс. долл., так как они нашли 11 приставок в магазинах недалеко от их офиса.

## Технические характеристики
Теоретические мощности процессоров PlayStation 3: центрального процессора — 230,4 GFLOPS, графического процессора — до 192 GFLOPS.
Процессором PS3 является восьмипоточный процессор Cell Broadband Engine с тактовой частотой 3,2 ГГц, совместно разработанный компаниями IBM, Sony и Toshiba. Cell состоит из одного процессорного элемента на основе PowerPC-архитектуры (PPE — Power Processor Element) и восьми вспомогательных («синергических») процессорных элементов (SPE — Synergistic Processor Element).
Также в приставке используется графический процессор RSX или «Синтезатор реальности», созданный компаниями Nvidia и Sony. Видеочип работает на частоте 550 МГц и имеет 256 Мб памяти. Графический процессор представляет собой незначительно модифицированную G71. В качестве графического API используется низкоуровневая библиотека LibCGM, программирование в которой требует низкоуровневых знаний о работе чипа RSX. В качестве облегчения разработки и портирования некритичных к производительности видеокарты игр может использоваться надстройка над LibGCM, реализующая спецификацию OpenGL ES и называемая PSGL.
PS3 имеет 256 Мб XDR DRAM оперативной памяти производства Rambus.
Основным оптическим носителем для игр PlayStation 3 является Blu-ray, однако привод приставки также позволяет проигрывать обычные DVD, SACD (только в версиях 60 GB PAL/NTSC, 20 GB и 80 GB NTSC) и CD-носители. Для 2,5″-жёсткого диска имеется возможность отключения и замены на более вместительный.
В первых ревизиях консоли были установлены кардридеры для чтения карт форматов Memory Stick, CompactFlash, SD и MMC, в новых моделях они были убраны для снижения себестоимости консоли.
Сетевые и беспроводные технологии обеспечиваются стандартами Wi-Fi (IEEE 802.11b/g), Gigabit Ethernet и Bluetooth 2.0. На корпусе приставки находятся четыре порта USB 2.0 для подключения внешних устройств. В последних версиях приставки, также в связи с себестоимостью, были оставлены только два порта USB 2.0.

## Внешний вид
Приставка имеет размеры 325×98×274 мм; вес — 5 кг. Она заметно больше PlayStation 2 и по размерам вплотную приблизилась к Xbox. Корпус PlayStation 3 имеет немного выпуклую форму (в отличие от корпуса Xbox 360, который «вогнут»). Благодаря такой форме PS3 можно устанавливать вертикально без дополнительных подставок.
По словам дизайнера PS3 Тейю Гото, главным фактором, повлиявшим на окончательную форму приставки, возможно, явился логотип.
Поскольку логотип должен был располагаться на выпуклой поверхности, руководитель разработки PlayStation Кэн Кутараги настоял, чтобы надпись PLAYSTATION 3 была выполнена шрифтом, известным под названием Spider-Man font.
Шрифт изначально использовался для отображения заголовков фильмов серии «Человек-паук», и компания Sony являлась правообладательницей как на производство фильмов, так и на шрифт Spider-Man.
С появлением PS3 Slim в 2009 году компания отказалась от использования этого шрифта, заявив, что хочет дать бренду новое направление.
Блок питания встроен в корпус консоли PS3, что вместе с массивной системой охлаждения и обеспечивает относительно большой вес PS3.
Аналогично PS2, привод Blu-ray располагается на правой стороне консоли, однако диски загружаются не с помощью выезжающего лотка, а через отверстие дисковода, как в автомагнитолах. Также привод немного утоплен в корпус приставки, что придаёт ей некоторое сходство с картриджевой приставкой NES. Конфигурации приставки также немного отличаются внешне — в более дешёвой версии с жёстким диском на 20 Гб отсутствуют хромированные панели.
Super Slim-версия имеет размеры 290×60×230 мм; вес — 2,1 кг, что на 25 % легче Slim-версии.

## Комплектация
Sony выпустила две различные конфигурации PlayStation 3. Premium (или 60Gb-версия) включает внутренний жёсткий диск на 60 гигабайт. Эта версия приставки также укомплектована интерфейсом Wi-Fi, выходом HDMI и кардридером. Core (или 20Gb-версия) с жёстким диском на 20 Гб не включает Wi-Fi и кардридер, но поддерживает возможность заменить жёсткий диск и добавить недостающие интерфейсы с помощью адаптеров. Изначально компания не предполагала оснащать младшую версию приставки разъёмом HDMI, однако 22 сентября 2006 года Sony изменила своё решение и, кроме того, снизила цену на Core-версию в Японии до 429 долл. Также в комплект обеих версий не входит HDMI-кабель, необходимый для полноценного HD-вывода.
Также с приставкой поставляется:
- Один контроллер
- USB-кабель
- Стереофонический кабель AV (Stereo AV, Component, D-terminal, multi-terminal)
- Сетевой шнур

| Возможности               | 20 GB NTSC | 40 GB PAL, NTSC               | 60 GB NTSC | 60 GB PAL   | 80 GB NTSC (первые) | 80 GB PAL/NTSC | 160 GB PAL/NTSC | 120 GB Slim PAL/NTSC | 250 GB Slim PAL/NTSC | 160 GB Slim PAL/NTSC | 320 GB Slim PAL/NTSC                | 120 GB Super Slim PAL/NTSC | 250 GB Super Slim NTSC | 500 GB Super Slim PAL/NTSC |
| ------------------------- | ---------- | ----------------------------- | ---------- | ----------- | ------------------- | -------------- | --------------- | -------------------- | -------------------- | -------------------- | ----------------------------------- | -------------------------- | ---------------------- | -------------------------- |
| Цвет                      | Чёрный     | Чёрный, белый (только в Азии) | Чёрный     | Чёрный      | Чёрный              | Чёрный, белый  | Чёрный          | Чёрный               | Чёрный               | Чёрный, белый        | Чёрный, белый, красный, серебристый | Чёрный, белый (Япония)     | Чёрный, белый (Япония) | Чёрный, белый (Япония)     |
| Внешняя отделка           | Глянцевая  | Глянцевая                     | Глянцевая  | Глянцевая   | Глянцевая           | Глянцевая      | Глянцевая       | Матовая              | Матовая              | Матовая              | Матовая                             | Матовая                    | Матовая                | Матовая                    |
| Хромированная панель      | Нет        | Да                            | Да         | Да          | Да                  | Да             | Да              | Нет                  | Нет                  | Нет                  | Да                                  | Нет                        | Нет                    | Нет                        |
| Сменный 2,5"-жёсткий диск | 20 Гб      | 40 Гб                         | 60 Гб      | 60 Гб       | 80 Гб               | 80 Гб          | 160 Гб          | 120 Гб               | 250 Гб               | 160 Гб               | 320 Гб                              | Нет                        | 250 Гб                 | 500 Гб                     |
| Порты USB 2.0             | 4          | 2                             | 4          | 4           | 4                   | 2              | 2               | 2                    | 2                    | 2                    | 2                                   | 2                          | 2                      | 2                          |
| IEEE 802.11b/g Wi-Fi      | Нет        | Да                            | Да         | Да          | Да                  | Да             | Да              | Да                   | Да                   | Да                   | Да                                  | Да                         | Да                     | Да                         |
| Адаптер флэш-карт         | Нет        | Нет                           | Да         | Да          | Да                  | Нет            | Нет             | Нет                  | Нет                  | Нет                  | Нет                                 | Нет                        | Нет                    | Нет                        |
| Воспроизведение SACD      | Да         | Нет                           | Да         | Да          | Да                  | Нет            | Нет             | Нет                  | Нет                  | Нет                  | Нет                                 | Нет                        | Нет                    | Нет                        |
| Совместимость с PS2       | Аппаратная | Нет                           | Аппаратная | Программная | Программная         | Нет            | Нет             | Нет                  | Нет                  | Нет                  | Нет                                 | Нет                        | Нет                    | Нет                        |

Все модели включают Blu-ray/DVD/CD-привод, HDMI 1.3a и поддержку Bluetooth 2.0, Gigabit Ethernet.
Конфигурация первой версии приставки, вышедшей для Европы, подверглась изменениям. C 11 апреля 2007 было прекращено производство младшей версии консоли, 20 GB.
8 июля 2007 года Sony анонсирована модель с жёстким диском объёмом 80 Гб.
18 октября 2007 года была анонсирована модель с жёстким диском на 40 Гб.
9 октября 2009 года вышли Slim-версии консолей с жёстким диском на 120 и 250 Гб.
28 сентября 2012 года в продажу поступила PS3 Super Slim с жёстким диском на 500 Гб (CECH-4000B), а также экономичная модель с флеш-памятью на 12 Гб (CECH-4000A).

## Контроллеры

### Sixaxis

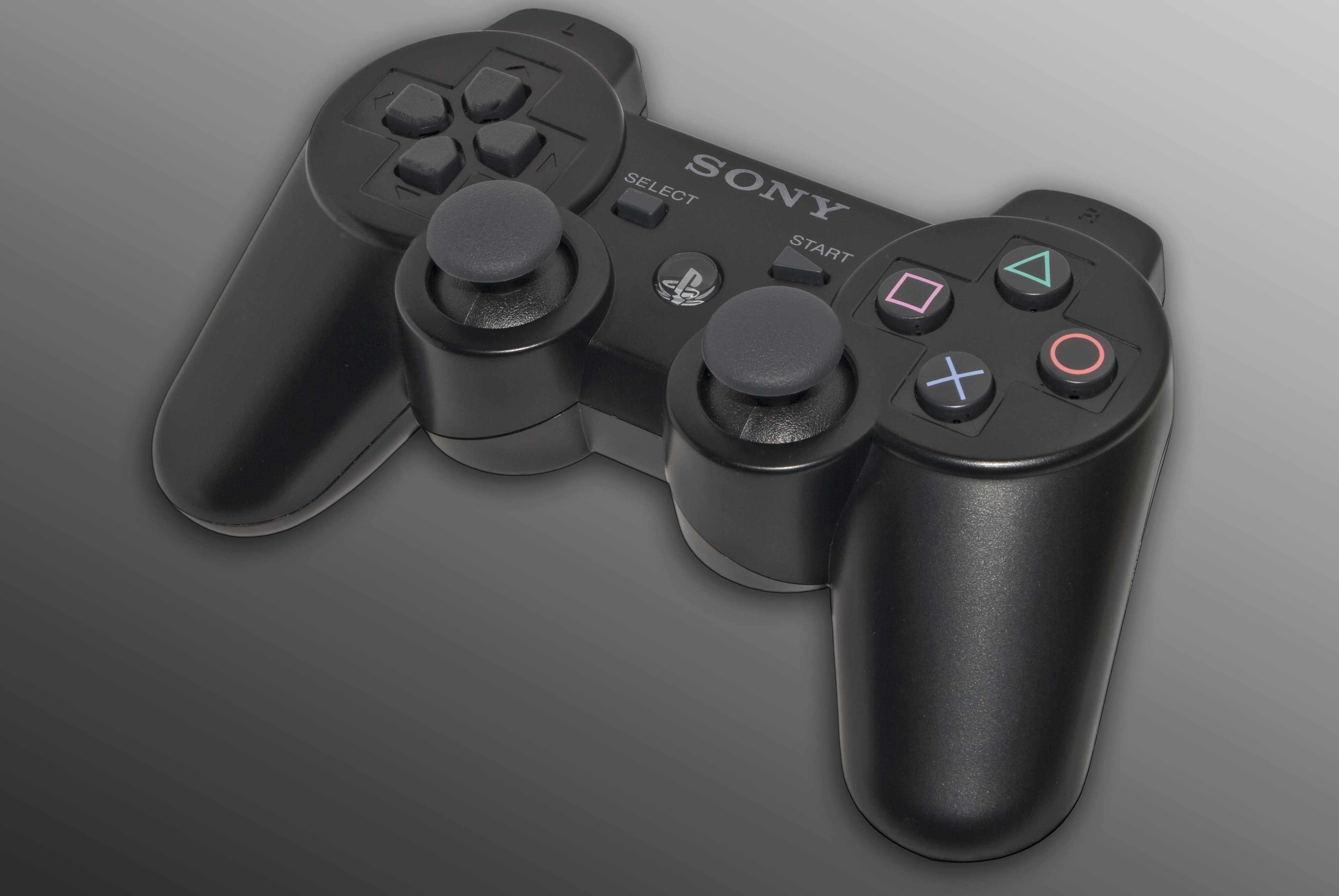
Контроллер Sixaxis

Sixaxis представляет собой беспроводной контроллер, работающий посредством связи Bluetooth. По заявлению Sony, заряда аккумулятора достаточно на 24 часа использования, а для подзарядки от приставки будет использоваться USB-кабель. Процесс распознавания дополнительно подключённых беспроводных контроллеров легко виден на 4 светодиодных индикаторах. Одновременно к PlayStation 3 можно подключить до семи контроллеров.
Главной особенностью Sixaxis является возможность контроллера определять своё положение в пространстве, а также улавливать движение и вращение в трёх плоскостях, что позволит использовать в играх новые приёмы, не требующие нажатия кнопок. Sixaxis не поддерживает функцию вибрации, что также облегчает устройство. По заявлению компании, вибрация была удалена из контроллера исключительно для снижения цены устройства, хотя ранее считалось, что функции вибрации мешали датчикам движения.
В Sixaxis вместо переключателя Analog и его индикатора на передней части контроллера появилась кнопка с логотипом PlayStation, аналогичная функции Guide на контроллере Xbox 360. Высота некоторых кнопок была увеличена для большей комфортности. Рычаги L2 и R2 в задней части стали почти аналоговыми, теперь их степень нажатия можно регулировать подобно педалям в автомобиле. У аналоговых стиков был увеличен максимальный угол отклонения, а также повышена чувствительность.

### DualShock 3
На выставке TGS’07 Sony официально анонсировала DualShock 3, отличающийся от Sixaxis наличием вибрации и использованием более качественных материалов (это предотвращает быстрый износ стиков — основную проблему Sixaxis).
С 11 ноября 2007 года геймпад продавался в Японии и шёл в комплекте с моделью с диском на 80 Гб.

### PlayStation Move

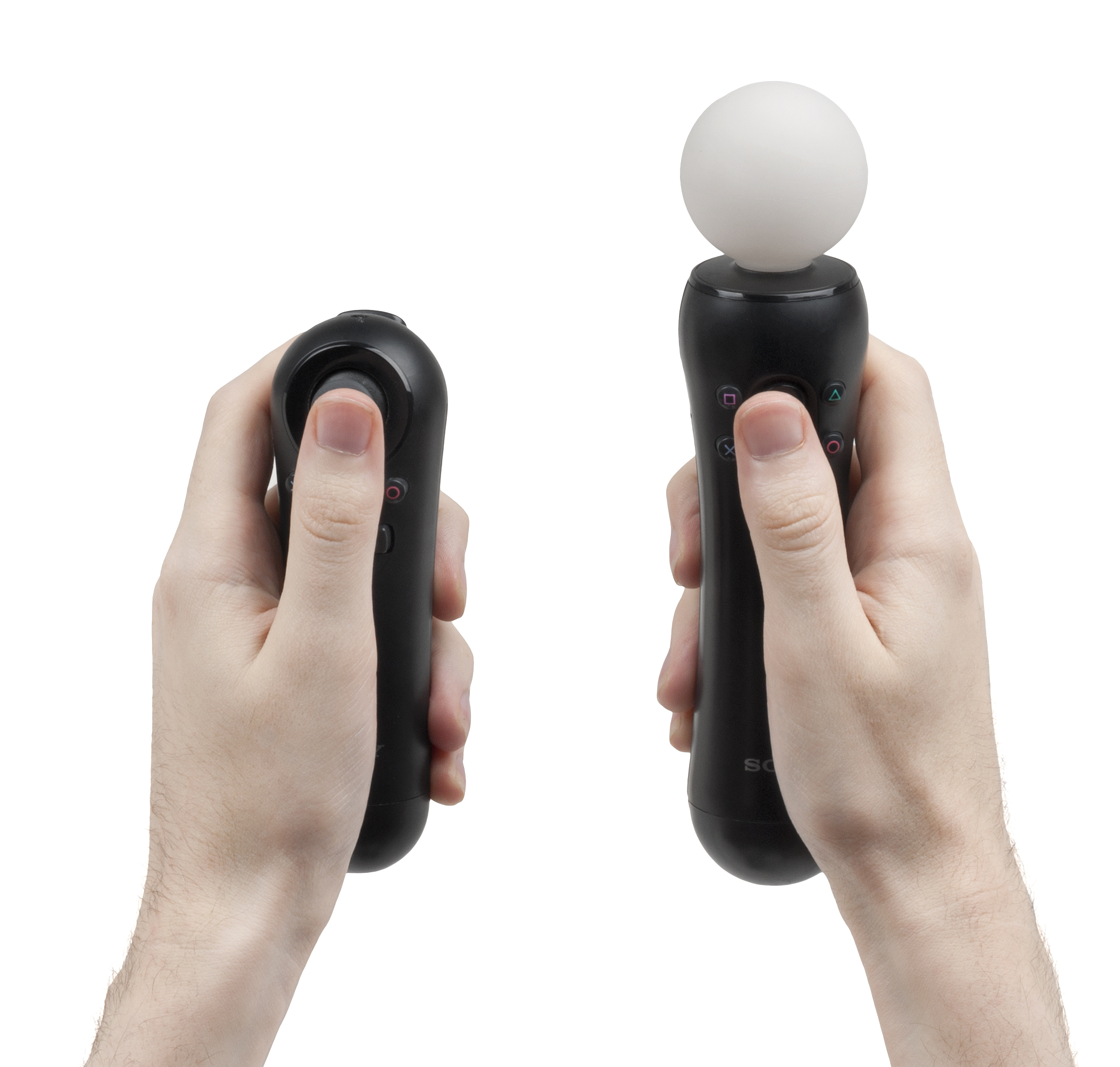
Контроллеры PlayStation Move и PlayStation Move Navigation Controller

В 2009 году Sony анонсировала беспроводной контроллер (датчик движения), аналогичный Wii Remote, под названием PlayStation Move. Он должен был идти в комплекте с маленькой камерой (PlayStation Eye) для отслеживания движения контроллера в трёхмерном пространстве. Камере должен помогать шар на верхушке пульта, меняющий цвет в зависимости от местности, в которой находится. По словам Sony, они были благодарны Nintendo за создание революционного контроллера и утверждали, что движения PlayStation Move должны быть точнее, чем у Wii Remote.
Контроллер вышел в продажу осенью 2010 года. Наряду с Sony Computer Entertainment Worldwide Studios и дочерними компаниями, разработкой игр для PlayStation Move занимаются 36 сторонних разработчиков. В стартовом наборе он продавался с игрой «Праздник спорта».

### Sony Move Navigation Controller
Sony Move Navigation Controller — специальный дополнительный датчик движения к PlayStation Move. Это навигационный датчик движения. Нужен он для некоторых игр.

## Аксессуары

### Адаптер
Вместе с SIXAXIS 11 ноября вышел внешний адаптер для Memory Card, с помощью которого можно копировать сохранения игр PlayStation и PlayStation 2 на жёсткий диск PlayStation 3.

### Пульт
7 декабря 2007 года компания выпустила контроллер дистанционного управления, с помощью которого приставку можно использовать как видеопроигрыватель дисков формата Blu-ray со стандартными возможностями: перемоткой, переключением между главами фильма, навигацией в меню и т. п. Может быть включён в некоторые комплектации.

## Программное обеспечение

### Интерфейс и операционная система
PlayStation 3 имеет фирменное главное меню XMB (XrossMediaBar), представляющее собой «дерево» c пиктограммами разделов, при выборе раздела под ним изображаются пиктограммы кнопок. Меню XMB Sony применяли также в PSX, PSP, своих телевизорах Sony Bravia и в серии ноутбуков Sony VAIO. На приставке установлена операционная система CellOS, для которой через онлайн-сервис можно скачивать патчи и обновления.
На приставку можно было установить операционную систему из семейства GNU/Linux, например, такую как: YDL Linux (Yellow Dog Linux), Yellow Dog Linux for Sony PlayStation 3, Ubuntu, Fedora, однако будут недоступны некоторые возможности оборудования (например, 3D-ускоритель). После обновления приставки до версии 3.21, вышедшего 1 апреля 2010 года, функция стала недоступной. До этого данная функция работала только на системах предыдущих поколений, то есть в версиях, которые выпускались до 1 октября 2009 года или до выпуска новой версии консоли PlayStation 3 Slim.
21 апреля вышло обновление до версии 3.30, которое добавило поддержку режима 3D-стерео в играх. 

Обновление версии 3.50 добавило возможность воспроизведения Blu-ray 3D дисков, которые воспроизводятся в полноценных 1080p. Однако на момент прошивки 3.73 стандарт Dolby TrueHD, используемый в некоторых Blu-ray 3D фильмах, всё ещё не поддерживается. В версию начиная с 4.00 добавлена поддержка игровой консоли PS Vita.
Последняя прошивка — 4.92.

### Медиаплеер
Помимо игр, приставку с успехом можно использовать в качестве проигрывателя видео, как стандартного, так и высокой чёткости (вплоть до 1920×1080). Фильмы можно смотреть как с обычных DVD-дисков (например, в формате DivX или MPEG-4), так и с дисков Blu-ray, а также использовать приставку как клиент домашнего медиасервера (например, FreeNAS или PS3 Media Server).

### Игры
| Вышли одновременно с PS3: - Call of Duty 3 - Fight Night Round 3 - flOw - Full Auto 2: Battlelines - Genji: Days of the Blade - Madden NFL 07 - Mainichi Issho - Marvel: Ultimate Alliance - Mobile Suit Gundam: Crossfire - MotorStorm - NBA 07 - NBA 2K7 - NHL 2K7 - Need for Speed: Carbon - Resistance: Fall of Man - Ridge Racer 7 - Tiger Woods PGA Tour 2007 - Tom Clancy’s Rainbow Six: Vegas - Tony Hawk's Project 8 - Untold Legends: Dark Kingdom - Tekken Dark Resurrection Online | Двадцать наиболее продаваемых игр для PS3: - Grand Theft Auto V - Call of Duty: Black Ops - Call of Duty: Black Ops II - Gran Turismo 5 - Call of Duty: Modern Warfare 2 - Call of Duty: Modern Warfare 3 - FIFA Soccer 13 - Battlefield 3 - FIFA Soccer 12 - Call of Duty 4: Modern Warfare - Uncharted 2: Among Thieves - Uncharted 3: Drake's Deception - Metal Gear Solid 4: Guns of the Patriots - Red Dead Redemption - Assassin's Creed II - LittleBigPlanet - Assassin's Creed III - Call of Duty: World at War - Final Fantasy XIII - FIFA Soccer 11 |

### Онлайн-сервисы
Sony запустила интернет-сервис, PlayStation Network Platform, во многом схожий с Xbox Live для Xbox 360. Сервис позволяет загружать на жёсткий диск различный контент (видео, музыку, демоверсии игр, обновления), играть и общаться с другими пользователями PlayStation 3. Отличительной особенностью PSN является его бесплатность. Оплаты требуют только скачиваемые игры и различные дополнения. Все операции производятся через специальный магазин — PlayStation Store. К профилю пользователя PS3 привязывается «кошелёк», с помощью которого и оплачиваются покупки, благодаря чему нет необходимости каждый раз вводить сведения о кредитной карте.
Также запущен сервис PlayStation Home, который представляет собой социальную сеть, интегрированную в виртуальный мир (закрылся 31 марта 2015 года).

## PlayStation Network
PlayStation Network — единый онлайн-сервис, созданный компанией Sony Computer Entertainment для PlayStation 3 и PlayStation Portable, который был анонсирован на встрече PlayStation Business Briefing в Токио в 2006 году. Данный сервис всегда включён, его использование является бесплатным и включает онлайн-поддержку. Сервис разрешает доступ к многопользовательскому контенту игр, PlayStation Store, PlayStation Home и другим сервисам. PlayStation Network использует наличные и карты PlayStation Network, как средство оплаты в магазине PlayStation Store и PlayStation Home.

## PlayStation Home
PlayStation Home — это виртуальная 3D социальная сеть для PlayStation Network. Home позволяла пользователям создавать собственный аватар, за которым можно было реалистично ухаживать. Пользователи могли редактировать и украшать свои личные квартиры, аватары или клубные дома бесплатным, премиальным или выигранным контентом. Пользователи могли покупать новые предметы или выигрывать призы из игр PS3 или мероприятий Home. Пользователи могли взаимодействовать и общаться с друзьями и настраивать контент в виртуальном мире. Home также выступал в качестве места встречи для пользователей, которые хотели играть в многопользовательские видеоигры с другими.
Закрытое бета-тестирование началось в Европе с мая 2007 года и вскоре распространилось на другие территории. Home откладывалась и расширялась несколько раз до первоначального релиза. Открытое бета-тестирование было начато 11 декабря 2008 года. Оно оставалось бессрочной бетой до своего закрытия 31 марта 2015 года. Home была доступна непосредственно из PlayStation 3 XrossMediaBar. Членство было бесплатным, но требовало наличия учетной записи PSN.
Home предлагал места для встреч и общения, специальные игровые пространства, пространства разработчиков, пространства компаний и мероприятия. Сервис проходил еженедельное техническое обслуживание и часто обновлялся. На момент закрытия в марте 2015 года Home загрузили более 41 миллиона пользователей.

## Технические проблемы
Некоторые владельцы Sony PlayStation 3 столкнулись с так называемой проблемой жёлтого огня смерти (Yellow Light Of Death, YLOD). В большей части это коснулось владельцев игровых приставок первых ревизий, именно на приставках с жёстким диском 60 Гб чаще проявлялась проблема перегрева. В новых релизах игровой приставки с жёстким диском 40 Гб и в версии Slim проблема перегрева встречается значительно реже.
В случае возникновения этой проблемы при включении консоли индикатор питания кратковременно светится жёлтым, а затем мигает красным. Причиной проблемы (как и RROD у Xbox 360) обычно является некачественный термоинтерфейс между кристаллом, теплораспределительной крышкой и кулером в результате которой возникает нарушение пайки графического процессора RSX. Так же YLOD возникает из-за некачественных конденсаторов NEC TOKIN OE108 у которого со временем уменьшается ёмкость из-за выгорания внутреннего элемента. При возникновении данной технической неисправности есть несколько вариантов её решения, а именно: скальпирование CELL и RSX для замены термоинтерфейса и замена NEC TOKIN на более качественные танталовые или полимерные конденсаторы (что очень критично для владельцев редких первых ревизий (CECHA/CECHB/CECHC/CECHE) с обратной совместимостью с PlayStation 2). Также, часто на FAT-моделях выходит из строя BD-привод.
18—19 июня 2013 было выпущено обновление 4.45, которое стало причиной многочисленных отказов PS3 с заменёнными жёсткими дисками. По данным Forbes, больше всего отказов зафиксировано у приставок, в которых заводские диски были заменены на диски объёмом от 500 ГБ до 1 ТБ:
«Aftermaket HDDs, 500GB-1TB ~90 %

Stock 500GB models ~8 %

Stock 120GB models ~2 %

Stock 1st-gen fat models ~ 0 %».

## Конфликт с хакерами
20 августа 2010 года в очередной раз появилась информация о том, что консоль PlayStation 3 была взломана. В качестве решения предлагался USB-брелок, после вставки которого появлялась возможность запускать образы игр, содержащиеся на жёстком диске приставки. На YouTube были выложены ролики, демонстрирующие процесс. Было объявлено, что уязвимости подвержены все приставки PlayStation 3: первые издания и Slim-версии. Впоследствии было выпущено обновление 3.42, которое закрывало возможность использования устройства JailBreak.
30 декабря того же года было объявлено о полном взломе консоли, достигнутом путём раскодировки ключа. При этом пользователям открывалась возможность обманывать систему при установке любых приложений, несмотря на версию прошивки консоли. Также появилась возможность установки операционной системы Linux. Хотя подобное давало полную свободу действий для любых манипуляций с консолью, вплоть до загрузки «пиратского» программного обеспечения и игр, хакеры заявили, что это не являлось их целью. Однако с помощью очередного обновления системного программного обеспечения (3.60) компания Sony окончательно устранила возможность взлома консоли.

### Уголовное преследование
В январе 2011 Sony подала в суд на Джорджа Хотца, взломавшего ПО консоли. В то же время адвокат Хотца — Стюарт Келлар — заявил, что его подзащитный не является хакером, так как всего лишь снова сделал доступными заблокированные ранее функции (хотя Хотц также публиковал эксплойты, позволяющие взламывать систему консоли).
Одновременно с этим Sony объявила об усложнении доступа к своим сервисам с консолей: для их использования нужно обладать специальным идентификатором, сообщающим о том, что приставка не взломана и не «чипована». В ответ на это хакеры заявили, что они обладают возможностями взломать идентификатор консоли и вывести её из чёрного списка или, наоборот, сделать её «пиратской». Также было сказано, что при желании за сутки можно разработать программу, которая способна «сделать все консоли в мире пиратскими».
В следующем месяце разразился новый скандал вокруг взлома консоли. Гражданин Германии русского происхождения Александр Егоренков, проигравший ранее суд с Sony, опубликовал так называемую «Библию гипервизора». Этим именем назван набор материалов для взлома консоли, и хакерское сообщество уже предложило Егоренкову помощь в распространении данных материалов. Юристы Sony направили ряд требований к хостинг-провайдерам, требуя отключать любые сайты, где размещается данный архив. 9 марта Sony добились в суде разрешения получить все логи сайта Хотца вплоть до IP-адресов тех, кто его посещал, скачивал что-нибудь по ссылке или оставлял комментарии. Подобные разрешения Sony получила также на логи с аккаунтов Хотца на сайтах Twitter и YouTube. По словам компании, эти данные нужны только для того, чтобы подтвердить факт распространения Хотцом преступных данных для взлома.

#### Атака анонимов
В ответ на подобное преследование, несколько веб-ресурсов Sony были атакованы группой анонимов. Многие из них, в том числе PlayStation Network, были долгое время недоступны.

## Интересные факты
- По информации издания Reghardware, астрофизик Гаурав Ханна (Gaurav Khanna) использовал 16 приставок PlayStation 3 для создания суперкомпьютера. Учёный соединил приставки недорогим Ethernet-адаптером, а для внесения данных в консоли загрузил их под операционной системой Linux. Получившуюся систему он использует для исследования активности чёрных дыр для факультета физики Массачусетского университета. С помощью данного проекта Ханна хочет описать свойства гравитационных полей, которые возникают при столкновении чёрных дыр[79].
- В связи с известием о взломе некоторых уровней защиты консоли Sony решила в прошивке 3.21, которая вышла 1 апреля 2010 года, лишить возможности устанавливать стороннее ПО (Linux) на старые модели PlayStation 3, выпускавшиеся до 1 октября 2009 года, так как посчитали, что хакер Джордж Хотс нашёл некоторые эксплойты системы, установив на ней стороннее ПО. В связи с этим ни одна невзломанная модель PlayStation 3 с новой версией прошивки не поддерживает установку стороннего ПО (а если не обновлять версию прошивки, то пользователь не сможет воспользоваться контентом PSN, а также играть в сетевые игры).
- 27 января 2010 года Sony выпустила в Японии специальный комплект, в который входит приставка PlayStation 3 на 120 Гб и Blu-ray-диск Майкла Джексона «This Is It»[80].
- В начале марта 2012 года в официальном блоге PlayStation опубликован список 10 игр с самым большим количеством держателей платиновых трофеев в них:[81]
  - Assassin’s Creed II;
  - Call of Duty: Modern Warfare 2;
  - Uncharted 2: Among Thieves;
  - God of War III;
  - Resident Evil 5;
  - inFamous;
  - Uncharted: Drake’s Fortune;
  - God of War;
  - Borderlands;
  - Sly Raccoon.
- В конце июня 2012 года Кадзуо Хираи (яп. 平井 一夫) покинул место руководителя игрового подразделения компании Sony, так как стал руководителем всей корпорации. В знак уважения бывшими коллегами ему была подарена эксклюзивная версия консоли PlayStation 3[82];

### Режим продувки
В PS3 имеется так называемый режим продувки или тест вентиляторов. Эта функция официально не декларируется Sony, но была обнаружена пользователями. Активация данной функции на 40 Gb модели производится путём подключения к консоли питания при нажатой кнопке Eject. После этого вентилятор начинает работать на максимальной скорости.
Некоторые пользователи используют данную функцию для удаления из консоли пыли. Однако данный метод активации не работает на 60 Gb модели консоли. Для запуска продувки на этой модели некоторые пользователи предлагали использовать метод переворачивания консоли «вверх ногами». Однако выяснилось, что данный метод фактически не запускает продувку, а приводит к перегреву консоли, служащему причиной ускорения вентиляторов. На Slim-модели консоли запуск продувки аналогичен модели 40 Gb. В целом, не существует единого мнения о влиянии данной функции на консоль. Сама же Sony рекомендует в инструкции удалять пыль из приставки, проводя пылесосом по вентиляционным отверстиям.